# ATP Challenger Tour 2017
L'ATP Challenger Tour 2017 és el circuit professional de tennis secundari organitzat per l'ATP. El calendari del 2017 de l'ATP Challenger Tour engloba 144 torneigs, amb premis que van des dels 50.000 $ fins als 150.000 $. És la 41a edició del cicle de torneigs challenger, i el novè amb el nom de Challenger Tour.

## Distribució de punts
| Categoria del torneig                                                 | Individual | Individual | Individual | Individual | Individual | Individual | Individual | Individual | Individual | Individual | Dobles | Dobles | Dobles | Dobles | Dobles |
| --------------------------------------------------------------------- | ---------- | ---------- | ---------- | ---------- | ---------- | ---------- | ---------- | ---------- | ---------- | ---------- | ------ | ------ | ------ | ------ | ------ |
| Categoria del torneig                                                 | G          | F          | SF         | QF         | R16        | R32        | Q          | Q3         | Q2         | Q1         | G      | F      | SF     | QF     | R16    |
| Challenger $ 150,000+H Challenger € 127,000+H                         | 125        | 75         | 45         | 25         | 10         | 0          | +5         | 0          | 0          | 0          | 125    | 75     | 45     | 25     | 0      |
| Challenger $ 150,000 o $ 125,000+H Challenger € 127,000 o € 106,000+H | 110        | 65         | 40         | 20         | 9          | 0          | +5         | 0          | 0          | 0          | 110    | 65     | 40     | 20     | 0      |
| Challenger $ 125,000 o $ 100,000+H Challenger € 106,000 o € 85,000+H  | 100        | 60         | 35         | 18         | 8          | 0          | +5         | 0          | 0          | 0          | 100    | 60     | 35     | 18     | 0      |
| Challenger $ 100,000 o $ 75,000+H Challenger € 85,000 o € 64,000+H    | 90         | 55         | 33         | 17         | 8          | 0          | +5         | 0          | 0          | 0          | 90     | 55     | 33     | 17     | 0      |
| Challenger $ 75,000 o $ 50,000+H Challenger € 64,000 o € 43,000+H     | 80         | 48         | 29         | 15         | 7          | 0          | +3         | 0          | 0          | 0          | 80     | 48     | 29     | 15     | 0      |

## Calendari

### Gener
| Data d'inici | Torneig                          | Superfície | Guanyador/s                             | Finalista/es                                  |
| ------------ | -------------------------------- | ---------- | --------------------------------------- | --------------------------------------------- |
| 2 de gener   | Nouméa                           | Dura       | Adrian Mannarino                        | Nikola Milojević                              |
| 2 de gener   | Nouméa                           | Dura       | Quentin Halys / Tristan Lamasine        | Adrián Menéndez Maceiras / Stefano Napolitano |
| 2 de gener   | Happy Valley (Austràlia del Sud) | Dura       | Peter Gojowczyk                         | Omar Jasika                                   |
| 2 de gener   | Happy Valley (Austràlia del Sud) | Dura       | Hans Podlipnik / Max Schnur             | Steven De Waard / Marc Polmans                |
| 2 de gener   | Bangkok                          | Dura       | Janko Tipsarević                        | Blaž Kavčič                                   |
| 2 de gener   | Bangkok                          | Dura       | Grégoire Barrère / Jonathan Eysseric    | Yuichi Sugita / Wu Di                         |
| 9 de gener   | Canberra                         | Dura       | Dudi Sela                               | Jan-Lennard Struff                            |
| 9 de gener   | Canberra                         | Dura       | Andre Begemann / Jan-Lennard Struff     | Carlos Berlocq / Andrés Molteni               |
| 9 de gener   | Bangkok 2                        | Dura       | Janko Tipsarević                        | Li Zhe                                        |
| 9 de gener   | Bangkok 2                        | Dura       | Sanchai Ratiwatana / Sonchat Ratiwatana | Sadio Doumbia / Fabien Reboul                 |
| 16 de gener  | Coblença (Alemanya)              | Dura       | Ruben Bemelmans                         | Nils Langer                                   |
| 16 de gener  | Coblença (Alemanya)              | Dura       | Hans Podlipnik / Andrei Vasilevski      | Roman Jebavý / Lukáš Rosol                    |
| 23 de gener  | Rennes                           | Dura       | Uladzimir Ignatik                       | Andrey Rublev                                 |
| 23 de gener  | Rennes                           | Dura       | Evgeny Donskoy / Mikhail Elgin          | Julian Knowle / Jonathan Marray               |
| 23 de gener  | Maui                             | Dura       | Chung Hyeon                             | Taro Daniel                                   |
| 23 de gener  | Maui                             | Dura       | Austin Krajicek / Jackson Withrow       | Bradley Klahn / Tennys Sandgren               |
| 30 de gener  | Dallas                           | Dura       | Ryan Harrison                           | Taylor Fritz                                  |
| 30 de gener  | Dallas                           | Dura       | David O'Hare / Joe Salisbury            | Jeevan Nedunchezhiyan / Christopher Rungkat   |
| 30 de gener  | Burnie                           | Dura       | Omar Jasika                             | Blake Mott                                    |
| 30 de gener  | Burnie                           | Dura       | Brydan Klein / Dane Propoggia           | Steven de Waard / Luke Saville                |
| 30 de gener  | Quimper                          | Dura       | Adrian Mannarino                        | Peter Gojowczyk                               |
| 30 de gener  | Quimper                          | Dura       | Mikhail Elgin / Igor Zelenay            | Ken Skupski / Neal Skupski                    |

### Febrer
| Data d'inici | Torneig       | Superfície | Guanyador/s                             | Finalista/es                               |
| ------------ | ------------- | ---------- | --------------------------------------- | ------------------------------------------ |
| 6 de febrer  | San Francisco | Dura       | Zhang Ze                                | Vasek Pospisil                             |
| 6 de febrer  | San Francisco | Dura       | Matt Reid / John-Patrick Smith          | Gong Maoxin / Zhang Ze                     |
| 6 de febrer  | Launceston    | Dura       | Noah Rubin                              | Mitchell Krueger                           |
| 6 de febrer  | Launceston    | Dura       | Bradley Mousley / Luke Saville          | Alex Bolt / Andrew Whittington             |
| 6 de febrer  | Budapest      | Dura       | Jürgen Melzer                           | Márton Fucsovics                           |
| 6 de febrer  | Budapest      | Dura       | Dino Marcan / Tristan-Samuel Weissborn  | Blaž Kavčič / Franko Škugor                |
| 13 de febrer | Cherbourg     | Dura       | Mathias Bourgue                         | Maximilian Marterer                        |
| 13 de febrer | Cherbourg     | Dura       | Roman Jebavý / Igor Zelenay             | Dino Marcan / Tristan-Samuel Weissborn     |
| 13 de febrer | Tempe         | Dura       | Tennys Sandgren                         | Nikola Milojević                           |
| 13 de febrer | Tempe         | Dura       | Walter Trusendi / Matteo Viola          | Marcelo Arévalo / José Hernández-Fernández |
| 20 de febrer | Cuernavaca    | Dura       | Alexander Bublik                        | Nicolás Jarry                              |
| 20 de febrer | Cuernavaca    | Dura       | Austin Krajicek / Jackson Withrow       | Kevin King / Dean O'Brien                  |
| 20 de febrer | Bèrgam        | Dura       | Jerzy Janowicz                          | Quentin Halys                              |
| 20 de febrer | Bèrgam        | Dura       | Julian Knowle / Adil Shamasdin          | Dino Marcan / Tristan-Samuel Weissborn     |
| 20 de febrer | Kyoto         | Moqueta    | Yasutaka Uchiyama                       | Blaž Kavčič                                |
| 20 de febrer | Kyoto         | Moqueta    | Sanchai Ratiwatana / Sonchat Ratiwatana | Ruben Bemelmans / Joris De Loore           |
| 27 de febrer | Breslau       | Dura       | Jürgen Melzer                           | Michał Przysiężny                          |
| 27 de febrer | Breslau       | Dura       | Adil Shamasdin / Andrei Vasilevski      | Mikhail Elgin / Denys Molchanov            |
| 27 de febrer | Yokohama      | Dura       | Yuichi Sugita                           | Kwon Soon-woo                              |
| 27 de febrer | Yokohama      | Dura       | Marin Draganja / Tomislav Draganja      | Joris De Loore / Luke Saville              |

### Març
| Data d'inici | Torneig                      | Superfície   | Guanyador/s                             | Finalista/es                           |
| ------------ | ---------------------------- | ------------ | --------------------------------------- | -------------------------------------- |
| 6 de març    | Província de Santiago (Xile) | Terra batuda | Rogério Dutra Silva                     | Nicolás Jarry                          |
| 6 de març    | Província de Santiago (Xile) | Terra batuda | Marcelo Barrios / Nicolás Jarry         | Máximo González / Andrés Molteni       |
| 6 de març    | Zhuhai                       | Dura         | Evgeny Donskoy                          | Thomas Fabbiano                        |
| 6 de març    | Zhuhai                       | Dura         | Gong Maoxin / Zhang Ze                  | Ruan Roelofse / Yi Chu-huan            |
| 13 de març   | Irving                       | Dura         | Aljaž Bedene                            | Mikhail Kukushkin                      |
| 13 de març   | Irving                       | Dura         | Marcus Daniell / Marcelo Demoliner      | Oliver Marach / Fabrice Martin         |
| 13 de març   | Drummondville                | Dura         | Denis Shapovalov                        | Ruben Bemelmans                        |
| 13 de març   | Drummondville                | Dura         | Sam Groth / Adil Shamasdin              | Matt Reid / John-Patrick Smith         |
| 13 de març   | Shenzhen                     | Dura         | Yūichi Sugita                           | Blaž Kavčič                            |
| 13 de març   | Shenzhen                     | Dura         | Sanchai Ratiwatana / Sonchat Ratiwatana | Hsieh Cheng-peng / Christopher Rungkat |
| 13 de març   | Buenos Aires                 | Dura         | Taro Daniel                             | Leonardo Mayer                         |
| 13 de març   | Buenos Aires                 | Dura         | Máximo González / Andrés Molteni        | Guido Andreozzi / Guillermo Durán      |
| 20 de març   | Guadalajara                  | Dura         | Mirza Bašić                             | Denis Shapovalov                       |
| 20 de març   | Guadalajara                  | Dura         | Santiago González / Artem Sitak         | Luke Saville / John-Patrick Smith      |
| 20 de març   | Quanzhou                     | Dura         | Thomas Fabbiano                         | Matteo Berrettini                      |
| 20 de març   | Quanzhou                     | Dura         | Hsieh Cheng-peng / Peng Hsien-yin       | Andre Begemann / Aliaksandr Bury       |
| 27 de març   | León                         | Dura         | Adrián Menéndez Maceiras                | Roberto Quiroz                         |
| 27 de març   | León                         | Dura         | Leander Paes / Adil Shamasdin           | Luca Margaroli / Caio Zampieri         |
| 27 de març   | Saint-Brieuc                 | Dura         | Egor Gerasimov                          | Tobias Kamke                           |
| 27 de març   | Saint-Brieuc                 | Dura         | Andre Begemann / Frederik Nielsen       | David O'Hare / Joe Salisbury           |

### Abril
| Data d'inici | Torneig             | Superfície   | Guanyador/s                            | Finalista/es                                 |
| ------------ | ------------------- | ------------ | -------------------------------------- | -------------------------------------------- |
| 3 d'abril    | Ciutat de Panamà    | Terra batuda | Rogério Dutra Silva                    | Peđa Krstin                                  |
| 3 d'abril    | Ciutat de Panamà    | Terra batuda | Sergio Galdós / Caio Zampieri          | Kevin Krawietz / Adrián Menéndez Maceiras    |
| 3 d'abril    | Sophia Antipolis    | Terra batuda | Aljaž Bedene                           | enoît Paire                                  |
| 3 d'abril    | Sophia Antipolis    | Terra batuda | Tristan Lamasine / Franko Škugor       | Uladzimir Ignatik / Jozef Kovalík            |
| 10 d'abril   | Barletta            | Terra batuda | Aljaž Bedene                           | Gastão Elias                                 |
| 10 d'abril   | Barletta            | Terra batuda | Marco Cecchinato / Matteo Donati       | Marin Draganja / Tomislav Draganja           |
| 10 d'abril   | San Luis Potosí     | Terra batuda | Andrej Martin                          | Adrián Menéndez                              |
| 10 d'abril   | San Luis Potosí     | Terra batuda | Roberto Quiroz / Caio Zampieri         | Hans Hach Verdugo / Adrián Menéndez Maceiras |
| 17 d'abril   | Taipei              | Moqueta      | Lu Yen-hsun                            | Tatsuma Ito                                  |
| 17 d'abril   | Taipei              | Moqueta      | Marco Chiudinelli / Franko Škugor      | Sanchai Ratiwatana / Sonchat Ratiwatana      |
| 17 d'abril   | Quingdao            | Terra batuda | Janko Tipsarević                       | Oscar Otte                                   |
| 17 d'abril   | Quingdao            | Terra batuda | Gero Kretschmer / Alexander Satschko   | Andreas Mies / Oscar Otte                    |
| 17 d'abril   | Sarasota            | Terra batuda | Frances Tiafoe                         | Tennys Sandgren                              |
| 17 d'abril   | Sarasota            | Terra batuda | Scott Lipsky / Jürgen Melzer           | Stefan Kozlov / Peter Polansky               |
| 24 d'abril   | Anning              | Terra batuda | Janko Tipsarević                       | Quentin Halys                                |
| 24 d'abril   | Anning              | Terra batuda | Dino Marcan / Tristan-Samuel Weissborn | Steven de Waard / Blaž Kavčič                |
| 24 d'abril   | Tallahassee         | Terra batuda | Blaž Rola                              | Ramkumar Ramanathan                          |
| 24 d'abril   | Tallahassee         | Terra batuda | Scott Lipsky / Leander Paes            | Máximo González / Leonardo Mayer             |
| 24 d'abril   | Francavilla al Mare | Terra batuda | Pedro Sousa                            | Alessandro Giannessi                         |
| 24 d'abril   | Francavilla al Mare | Terra batuda | Julian Knowle / Igor Zelenay           | Rameez Junaid / Kevin Krawietz               |

### Maig
| Data d'inici | Torneig         | Superfície   | Guanyador/s                                 | Finalista/es                              |
| ------------ | --------------- | ------------ | ------------------------------------------- | ----------------------------------------- |
| 1 de maig    | Ostrava         | Terra batuda | Stefano Travaglia                           | Marco Cecchinato                          |
| 1 de maig    | Ostrava         | Terra batuda | Jeevan Nedunchezhiyan / Franko Škugor       | Rameez Junaid / Lukáš Rosol               |
| 1 de maig    | Savannah        | Terra batuda | Tennys Sandgren                             | João Pedro Sorgi                          |
| 1 de maig    | Savannah        | Terra batuda | Peter Polansky / Neal Skupski               | Luke Bambridge / Mitchell Krueger         |
| 1 de maig    | Gimcheon        | Dura         | Thomas Fabbiano                             | Teymuraz Gabashvili                       |
| 1 de maig    | Gimcheon        | Dura         | Marco Chiudinelli / Teymuraz Gabashvili     | Ruan Roelofse / Yi Chu-huan               |
| 8 de maig    | Ais de Provença | Terra batuda | Frances Tiafoe                              | Jérémy Chardy                             |
| 8 de maig    | Ais de Provença | Terra batuda | Wesley Koolhof / Matwé Middelkoop           | Andre Begemann / Jérémy Chardy            |
| 8 de maig    | Seül            | Dura         | Thomas Fabbiano                             | Kwon Soon-woo                             |
| 8 de maig    | Seül            | Dura         | Hsieh Cheng-peng / Peng Hsien-yin           | Thomas Fabbiano / Dudi Sela               |
| 8 de maig    | Qarshi          | Dura         | Egor Gerasimov                              | Cem İlkel                                 |
| 8 de maig    | Qarshi          | Dura         | Denys Molchanov / Sergiy Stakhovsky         | Kevin Krawietz / Adrián Menéndez Maceiras |
| 8 de maig    | Roma            | Terra batuda | Marco Cecchinato                            | Jozef Kovalík                             |
| 8 de maig    | Roma            | Terra batuda | Andreas Mies / Oscar Otte                   | Kimmer Coppejans / Márton Fucsovics       |
| 15 de maig   | Busan           | Dura         | Vasek Pospisil                              | Go Soeda                                  |
| 15 de maig   | Busan           | Dura         | Hsieh Cheng-peng / Peng Hsien-yin           | Sanchai Ratiwatana / Sonchat Ratiwatana   |
| 15 de maig   | Bordeus         | Terra batuda | Steve Darcis                                | Rogério Dutra Silva                       |
| 15 de maig   | Bordeus         | Terra batuda | Purav Raja / Divij Sharan                   | Santiago González / Artem Sitak           |
| 15 de maig   | Heilbronn       | Terra batuda | Filip Krajinović                            | Norbert Gombos                            |
| 15 de maig   | Heilbronn       | Terra batuda | Roman Jebavý / Antonio Šančić               | Adil Shamasdin / Igor Zelenay             |
| 15 de maig   | Samarcanda      | Terra batuda | Adrián Menéndez Maceiras                    | Aldin Šetkić                              |
| 15 de maig   | Samarcanda      | Terra batuda | Laurynas Grigelis / Zdeněk Kolář            | Prajnesh Gunneswaran / Vishnu Vardhan     |
| 22 de maig   | Mestre          | Terra batuda | João Domingues                              | Sebastian Ofner                           |
| 22 de maig   | Mestre          | Terra batuda | Ken Skupski / Neal Skupski                  | Julian Knowle / Igor Zelenay              |
| 22 de maig   | Ximkent         | Terra batuda | Ričardas Berankis                           | Yannick Hanfmann                          |
| 22 de maig   | Ximkent         | Terra batuda | Hans Podlipnik-Castillo / Andrei Vasilevski | Clément Geens / Juan Pablo Paz            |
| 29 de maig   | Vicenza         | Terra batuda | Márton Fucsovics                            | Laslo Đere                                |
| 29 de maig   | Vicenza         | Terra batuda | Gero Kretschmer / Alexander Satschko        | Sekou Bangoura / Tristan-Samuel Weissborn |

### Juny
| Data d'inici | Torneig       | Superfície   | Guanyador/s                           | Finalista/es                              |
| ------------ | ------------- | ------------ | ------------------------------------- | ----------------------------------------- |
| 5 de juny    | Prostějov     | Terra batuda | Jiří Veselý                           | Federico Delbonis                         |
| 5 de juny    | Prostějov     | Terra batuda | Guillermo Durán / Andrés Molteni      | Roman Jebavý / Hans Podlipnik-Castillo    |
| 5 de juny    | Surbiton      | Herba        | Yuichi Sugita                         | Jordan Thompson                           |
| 5 de juny    | Surbiton      | Herba        | Marcus Daniell / Aisam-ul-Haq Qureshi | Treat Huey / Denis Kudla                  |
| 12 de juny   | Nottingham    | Herba        | Dudi Sela                             | Thomas Fabbiano                           |
| 12 de juny   | Nottingham    | Herba        | Ken Skupski / Neal Skupski            | Matt Reid / John-Patrick Smith            |
| 12 de juny   | Caltanissetta | Terra batuda | Paolo Lorenzi                         | Alessandro Giannessi                      |
| 12 de juny   | Caltanissetta | Terra batuda | James Cerretani / Max Schnur          | Denys Molchanov / Franko Škugor           |
| 12 de juny   | Lió           | Terra batuda | Félix Auger-Aliassime                 | Mathias Bourgue                           |
| 12 de juny   | Lió           | Terra batuda | Sander Gillé / Joran Vliegen          | Gero Kretschmer / Alexander Satschko      |
| 12 de juny   | Lisboa        | Terra batuda | Oscar Otte                            | Taro Daniel                               |
| 12 de juny   | Lisboa        | Terra batuda | Ruan Roelofse / Christopher Rungkat   | Fred Gil / Gonçalo Oliveira               |
| 19 de juny   | Ilkley        | Herba        | Márton Fucsovics                      | Alex Bolt                                 |
| 19 de juny   | Ilkley        | Herba        | Leander Paes / Adil Shamasdin         | Brydan Klein / Joe Salisbury              |
| 19 de juny   | Poprad        | Terra batuda | Cedrik-Marcel Stebe                   | Laslo Đere                                |
| 19 de juny   | Poprad        | Terra batuda | Mateusz Kowalczyk / Andreas Mies      | Luca Margaroli / Tristan-Samuel Weissborn |
| 19 de juny   | Ferganà       | Dura         | Ilià Ivaixka                          | Nikola Milojević                          |
| 19 de juny   | Ferganà       | Dura         | Sriram Balaji / Vishnu Vardhan        | Yuya Kibi / Shuichi Sekiguchi             |
| 19 de juny   | Todi          | Terra batuda | Federico Delbonis                     | Marco Cecchinato                          |
| 19 de juny   | Todi          | Terra batuda | Steven de Waard / Ben McLachlan       | Marin Draganja / Tomislav Draganja        |
| 19 de juny   | Blois         | Terra batuda | Damir Džumhur                         | Calvin Hemery                             |
| 19 de juny   | Blois         | Terra batuda | Sander Gillé / Joran Vliegen          | Máximo González / Fabrício Neis           |
| 26 de juny   | Milà          | Terra batuda | Guido Pella                           | Federico Delbonis                         |
| 26 de juny   | Milà          | Terra batuda | Tomasz Bednarek / David Pel           | Filippo Baldi / Omar Giacalone            |

### Juliol
| Data d'inici | Torneig                  | Superfície   | Guanyador/s                                   | Finalista/es                                 |
| ------------ | ------------------------ | ------------ | --------------------------------------------- | -------------------------------------------- |
| 3 de juliol  | Marburg an der Lahn      | Terra batuda | Filip Krajinović                              | Cedrik-Marcel Stebe                          |
| 3 de juliol  | Marburg an der Lahn      | Terra batuda | Máximo González / Fabrício Neis               | Rameez Junaid / Ruan Roelofse                |
| 3 de juliol  | Recanati                 | Dura         | Viktor Galović                                | Mirza Bašić                                  |
| 3 de juliol  | Recanati                 | Dura         | Jonathan Eysseric / Quentin Halys             | Julian Ocleppo / Andrea Vavassori            |
| 10 de juliol | Braunschweig             | Terra batuda | Nicola Kuhn                                   | Viktor Galović                               |
| 10 de juliol | Braunschweig             | Terra batuda | Julian Knowle / Igor Zelenay                  | Kevin Krawietz / Gero Kretschmer             |
| 10 de juliol | Båstad                   | Terra batuda | Dušan Lajović                                 | Leonardo Mayer                               |
| 10 de juliol | Båstad                   | Terra batuda | Tuna Altuna / Václav Šafránek                 | Sriram Balaji / Vijay Sundar Prashanth       |
| 10 de juliol | Perusa                   | Terra batuda | Laslo Đere                                    | Daniel Muñoz de la Nava                      |
| 10 de juliol | Perusa                   | Terra batuda | Salvatore Caruso / Jonathan Eysseric          | Nicolás Kicker / Fabrício Neis               |
| 10 de juliol | Winnetka (Illinois)      | Dura         | Akira Santillan                               | Ramkumar Ramanathan                          |
| 10 de juliol | Winnetka (Illinois)      | Dura         | Sanchai Ratiwatana / Christopher Rungkat      | Kevin King / Bradley Klahn                   |
| 10 de juliol | Medellín                 | Terra batuda | Nicolás Jarry                                 | João Souza                                   |
| 10 de juliol | Medellín                 | Terra batuda | Darian King / Miguel Ángel Reyes              | Nicolás Jarry / Roberto Quiroz               |
| 10 de juliol | Winnipeg                 | Dura         | Blaž Kavčič                                   | Peter Polansky                               |
| 10 de juliol | Winnipeg                 | Dura         | Luke Bambridge / David O'Hare                 | Yusuke Takahashi / Renta Tokuda              |
| 17 de juliol | Astanà                   | Dura         | Egor Gerasimov                                | Mikhail Kukushkin                            |
| 17 de juliol | Astanà                   | Dura         | Toshihide Matsui / Vishnu Vardhan             | Evgeny Karlovskiy / Evgeny Tyurnev           |
| 17 de juliol | Poznań                   | Terra batuda | Alexey Vatutin                                | Guido Andreozzi                              |
| 17 de juliol | Poznań                   | Terra batuda | Guido Andreozzi / Jaume Munar                 | Tomasz Bednarek / Gonçalo Oliveira           |
| 17 de juliol | San Benedetto del Tronto | Terra batuda | Matteo Berrettini                             | Laslo Đere                                   |
| 17 de juliol | San Benedetto del Tronto | Terra batuda | Carlos Taberner / Pol Toledo                  | Flavio Cipolla / Adrian Ungur                |
| 17 de juliol | Scheveningen             | Terra batuda | Guillermo García López                        | Ruben Bemelmans                              |
| 17 de juliol | Scheveningen             | Terra batuda | Sander Gillé / Joran Vliegen                  | Jozef Kovalík / Stéfanos Tsitsipàs           |
| 17 de juliol | Gatineau                 | Dura         | Denis Shapovalov                              | Peter Polansky                               |
| 17 de juliol | Gatineau                 | Dura         | Bradley Klahn / Jackson Withrow               | Hans Hach Verdugo / Vincent Millot           |
| 24 de juliol | Granby                   | Dura         | Blaz Kavcic                                   | Peter Polansky                               |
| 24 de juliol | Granby                   | Dura         | Joe Salisbury / Jackson Withrow               | Marcel Felder / Go Soeda                     |
| 24 de juliol | Binghamton               | Dura         | Cameron Norrie                                | Jordan Thompson                              |
| 24 de juliol | Binghamton               | Dura         | Denis Kudla / Daniel Nguyen                   | Jarryd Chaplin / Luke Saville                |
| 24 de juliol | Cortina d'Ampezzo        | Terra batuda | Roberto Carballés Baena                       | Gerald Melzer                                |
| 24 de juliol | Cortina d'Ampezzo        | Terra batuda | Guido Andreozzi / Gerald Melzer               | Steven De Waard / Ben McLachlan              |
| 24 de juliol | Praga                    | Terra batuda | Andrej Martin                                 | Yannick Maden                                |
| 24 de juliol | Praga                    | Terra batuda | Jan Satral / Tristan Samuel Weissborn         | Gero Kretschmer / Andreas Mies               |
| 24 de juliol | Tampere                  | Terra batuda | Calvin Hemery                                 | Pedro Sousa                                  |
| 24 de juliol | Tampere                  | Terra batuda | Sander Gille / Joran Vliegen                  | Lucas Gómez / Juan Ignacio Londero           |
| 31 de juliol | Chengdu                  | Dura         | Yen-Hsun Lu                                   | Evegeny Donskoy                              |
| 31 de juliol | Chengdu                  | Dura         | Sriram Balaji / Vishnu Vardhan                | Cheng-Peng Hsieh / Hsien-Yin Peng            |
| 31 de juliol | Biella                   | Terra batuda | Filip Krajinovic                              | Salvatore Caruso                             |
| 31 de juliol | Biella                   | Terra batuda | Attila Balazs / Fabiano de Paula              | Johan Brunstrom / Dino Marcan                |
| 31 de juliol | Segòvia                  | Dura         | Jaume Munar                                   | Alex De Minaur                               |
| 31 de juliol | Segòvia                  | Dura         | Adrián Menéndez Maceiras / Sergeiy Stakjovsky | Roberto Ortega Olmedo / David Vega Hernández |
| 31 de juliol | Lexington                | Dura         | Michael Mmoh                                  | John Millman                                 |
| 31 de juliol | Lexington                | Dura         | Alex Bolt / Max Purcell                       | Tom Jomby / Eric Quigley                     |
| 31 de juliol | Liberec                  | Terra batuda | Pedro Sousa                                   | Guilherme Clezar                             |
| 31 de juliol | Liberec                  | Terra batuda | Laurynas Grigelis / Zdenek Kolar              | Tomasz Bednarek / David Pel                  |

### Agost
| Data d'inici | Torneig       | Superfície   | Guanyador/s                                 | Finalista/es                          |
| ------------ | ------------- | ------------ | ------------------------------------------- | ------------------------------------- |
| 7 d'agost    | Jinan         | Dura         | Lu Yen-Hsun                                 | Ricardas Berankis                     |
| 7 d'agost    | Jinan         | Dura         | Hsieh Cheng-Peng / Peng Hsien-Yin           | Sriram Balaji / Vishnu Vardhan        |
| 7 d'agost    | Aptos         | Dura         | Alexander Bublik                            | Liam Broady                           |
| 7 d'agost    | Aptos         | Dura         | Jonathan Erlich / Neal Skupski              | Alex Bolt / Jordan Thompson           |
| 7 d'agost    | Floridablanca | Terra batuda | Guido Pella                                 | Facundo Argüello                      |
| 7 d'agost    | Floridablanca | Terra batuda | Sergio Galdós / Nicolás Jarry               | Sekou Bangoura / Evan King            |
| 7 d'agost    | Portorož      | Dura         | Sergiy Stakhovsky                           | Matteo Berrettini                     |
| 7 d'agost    | Portorož      | Dura         | Hans Podlipnik-Castillo / Andrei Vasilevski | Lukas Rosol / Franko Skugor           |
| 14 d'agost   | Santo Domingo | Terra batuda | Víctor Estrella Burgos                      | Damir Dzumhur                         |
| 14 d'agost   | Santo Domingo | Terra batuda | Juan Ignacio Londero / Luis David Martínez  | Daniel Elahi Galán / Santiago Giraldo |
| 14 d'agost   | Vancouver     | Dura         | Cedrik-Marcel Stebe                         | Jordan Thompson                       |
| 14 d'agost   | Vancouver     | Dura         | James Cerretani / Neal Skupski              | Treat Huey / Robert Lindstedt         |
| 14 d'agost   | Cordenons     | Terra batuda | Elias Ymer                                  | Roberto Carballés Baena               |
| 14 d'agost   | Cordenons     | Terra batuda | Roman Jebavy / Zdenek Kolar                 | Matwe Middelkoop / Igor Zelenay       |
| 14 d'agost   | Meerbusch     | Terra batuda | Ricardo Ojeda Lara                          | Andreas Haider-Maurer                 |
| 14 d'agost   | Meerbusch     | Terra batuda | Kevin Krawietz / Andreas Mies               | Dustin Brown / Antonio Sancic         |
| 21 d'agost   | Manerbio      | Terra batuda | Roberto Carballés Baena                     | Guillermo García López                |
| 21 d'agost   | Manerbio      | Terra batuda | Romain Arneodo / Hugo Nys                   | Mikhail Elgin / Roman Jebavy          |
| 28 d'agost   | Como          | Terra batuda | Pedro Sousa                                 | Marco Cecchinato                      |
| 28 d'agost   | Como          | Terra batuda | Sander Arends / Antonio Sancic              | Aliaksandr Bury / Kevin Krawietz      |
| 28 d'agost   | Quito         | Terra batuda | Nicolas Jarry                               | Gerald Melzer                         |
| 28 d'agost   | Quito         | Terra batuda | Marcelo Arevalo / Miguel Ángel Reyes Varela | Nicolas Jarry / Roberto Quiroz        |

### Setembre
| Data d'inici   | Torneig             | Superfície   | Guanyador/s                                 | Finalista/es                           |
| -------------- | ------------------- | ------------ | ------------------------------------------- | -------------------------------------- |
| 4 de setembre  | Gènova              | Terra batuda | Stéfanos Tsitsipàs                          | Guillermo García López                 |
| 4 de setembre  | Gènova              | Terra batuda | Tim Puetz / Jan-Lennard Struff              | Guido Andreozzi / Ariel Behar          |
| 4 de setembre  | Sevilla             | Terra batuda | Felix Auger-Aliassime                       | Íñigo Cervantes                        |
| 4 de setembre  | Sevilla             | Terra batuda | Pedro Cachin / Íñigo Cervantes              | Ivam Gakhov / David Vega               |
| 4 de setembre  | Bogotà              | Terra batuda | Marcelo Arevalo                             | Daniel Elahi Galan Riveros             |
| 4 de setembre  | Bogotà              | Terra batuda | Marcelo Arevalo / Miquel Ángel Reyes Varela | Nikola Mektic / Franco Skugor          |
| 4 de setembre  | Alphen aan den Rijn | Terra batuda | Jurgen Zopp                                 | Tommy Robredo                          |
| 4 de setembre  | Alphen aan den Rijn | Terra batuda | Botic Van De Zandschulp / Boy Westerhof     | Alexander Lazov / Volodymyr Uzhylovsky |
| 4 de setembre  | Zhangjiagang        | Dura         | Jason Jung                                  | Ze Zhang                               |
| 4 de setembre  | Zhangjiagang        | Dura         | Xin Gao / Zhizhen Zhang                     | Ti Chen / Chu-Huan Yi                  |
| 11 de setembre | Szczecin            | Terra batuda | Richard Gasquet                             | Florian Mayer                          |
| 11 de setembre | Szczecin            | Terra batuda | Wesley Koolhof / Artem Sitak                | Aliaksandr Bury / Andreas Siljestrom   |
| 11 de setembre | Istanbul            | Dura         | Malek Jaziri                                | Matteo Berrettini                      |
| 11 de setembre | Istanbul            | Dura         | Andre Begemann / Jonathan Eysseric          | Romain Arneodo / Hugo Nys              |
| 11 de setembre | Xangai              | Dura         | Yibing Wu                                   | Yen-Hsun Lu                            |
| 11 de setembre | Xangai              | Dura         | Toshihide Matsui / Chu-Huan Yi              | Di Wu / Yibing Wu                      |
| 11 de setembre | Banja Luka          | Terra batuda | Maximilian Marterer                         | Carlos Taberner                        |
| 11 de setembre | Banja Luka          | Terra batuda | Marin Draganja / Tomislav Draganja          | Danilo Petrovic / Ilija Vucic          |
| 11 de setembre | Cary                | Dura         | Kevin King                                  | Cameron Norrie                         |
| 11 de setembre | Cary                | Dura         | Marcelo Arevalo / Miquel Ángel Reyes Varela | Mikelis Libietis / Dennis Novikov      |
| 18 de setembre | Esmirna             | Dura         | Illya Marchenko                             | Stephane Robert                        |
| 18 de setembre | Esmirna             | Dura         | Scott Clayton / Jonny O'Mara                | Denys Molchanov / Sergiy Stakhovsky    |
| 18 de setembre | Columbus            | Dura         | Ante Pavic                                  | Alexander Ward                         |
| 18 de setembre | Columbus            | Dura         | Luke Bambridge / David O'Hare               | Brydan Klein / Joe Salisbury           |
| 18 de setembre | Gwangju             | Dura         | Matthias Bachinger                          | Tsung-Hua Yang                         |
| 18 de setembre | Gwangju             | Dura         | Ti Chen / Ben McLachlan                     | Yunseong Chung / Woo Kwon Soon         |
| 18 de setembre | Sibiu               | Terra batuda | Cedrik Marcel Stebe                         | Carlos Taberner                        |
| 18 de setembre | Sibiu               | Terra batuda | Marco Cecchinato / Matteo Donati            | Sander Gille / Joran Vliegen           |
| 25 de setembre | Orleans             | Dura         | Norbert Gombos                              | Julien Benneteau                       |
| 25 de setembre | Orleans             | Dura         | Guillermo Duran / Andrés Molteni            | Jonathan Eysseric / Tristan Lamasine   |
| 25 de setembre | Tiburon             | Dura         | Cameron Norrie                              | Tennys Sandgren                        |
| 25 de setembre | Tiburon             | Dura         | Andre Goransson / Florian Lakat             | Luke Bambridge / David O'Hare          |
| 25 de setembre | Roma 2              | Terra batuda | Filip Krajinovic                            | Daniel Jimeno Traver                   |
| 25 de setembre | Roma 2              | Terra batuda | Martin Klizan / Josef Kovalik               | Sander Gille / Joran Vliegen           |

### Octubre
| Data d'inici | Torneig         | Superfície   | Guanyador/s                                 | Finalista/es                                |
| ------------ | --------------- | ------------ | ------------------------------------------- | ------------------------------------------- |
| 2 d'octubre  | Kaohsiung       | Moqueta      | Evgeny Donskoy                              | Marius Copil                                |
| 2 d'octubre  | Kaohsiung       | Moqueta      | Sanchai Ratiwatana / Sonchat Ratiwatana     | Jonathan Erlich / Alexander Peya            |
| 2 d'octubre  | Monterrey       | Dura         | Maximilian Marterer                         | Bradley Klahn                               |
| 2 d'octubre  | Monterrey       | Dura         | Christopher Eubanks / Evan King             | Marcelo Arevalo / Miguel Ángel Reyes Varela |
| 2 d'octubre  | Stockton        | Dura         | Cameron Norrie                              | Darian King                                 |
| 2 d'octubre  | Stockton        | Dura         | Brydan Klein / Joe Salisbury                | Denis Kudla / Mikelis Libietis              |
| 2 d'octubre  | Almati          | Terra batuda | Filip Krajinovic                            | Laslo Djere                                 |
| 2 d'octubre  | Almati          | Terra batuda | Timur Khabibulin / Aleksandr Nedovyesov     | Ivan Gakhov / Nino Serdarusic               |
| 2 d'octubre  | Campinas        | Terra batuda | Gastao Elias                                | Renzo Olivo                                 |
| 2 d'octubre  | Campinas        | Terra batuda | Máximo González / Fabricio Neis             | Gastao Elias / Jose Pereira                 |
| 9 d'octubre  | Taixkent        | Dura         | Guillermo García López                      | Kamil Majchrzak                             |
| 9 d'octubre  | Taixkent        | Dura         | Hans Podlipnik-Castillo / Andrei Vasilevski | Yuki Bhambri / Divij Sharan                 |
| 9 d'octubre  | Fairfield       | Dura         | Mackenzie McDonald                          | Bradley Klahn                               |
| 9 d'octubre  | Fairfield       | Dura         | Luke Bambridge / David O'Hare               | Akram El Sallaly / Bernardo Oliveira        |
| 9 d'octubre  | Ortisei         | Dura         | Lorenzo Sonego                              | Tim Puetz                                   |
| 9 d'octubre  | Ortisei         | Dura         | Sander Arends / Antonio Sancic              | Jeremy Jahn / Edan Leshem                   |
| 9 d'octubre  | Buenos Aires 2  | Terra batuda | Nicolás Kicker                              | Horacio Zeballos                            |
| 9 d'octubre  | Buenos Aires 2  | Terra batuda | Ariel Behar / Fabiano de Paula              | Máximo González / Fabricio Neis             |
| 16 d'octubre | Ningbo          | Dura         | Mikhail Youzhny                             | Taro Daniel                                 |
| 16 d'octubre | Ningbo          | Dura         | Radu Albot / Jose Rubin Statham             | Jeevan Nedunchezhiyan / Christopher Rungkat |
| 16 d'octubre | Las Vegas       | Dura         | Stefan Kozlov                               | Liam Broady                                 |
| 16 d'octubre | Las Vegas       | Dura         | Brydan Klein / Joe Salisbury                | Hans Hach / Dennis Novikov                  |
| 16 d'octubre | Ismaning        | Moqueta      | Yannick Hanfmann                            | Lorenzo Sonego                              |
| 16 d'octubre | Ismaning        | Moqueta      | Marin Draganja / Tomislav Draganja          | Dustin Brown / Tim Puetz                    |
| 16 d'octubre | Cali            | Terra batuda | Federico Delbonis                           | Guilherme Clezar                            |
| 16 d'octubre | Cali            | Terra batuda | Marcelo Arévalo / Miguel Ángel Reyes-Varela | Sergio Galdós / Fabricio Neis               |
| 23 d'octubre | Brest           | Dura         | Corentin Moutet                             | Stéfanos Tsitsipàs                          |
| 23 d'octubre | Brest           | Dura         | Sander Arends / Antonio Sancic              | Scott Clayton / Divij Sharan                |
| 23 d'octubre | Suzhou          | Dura         | Miomir Kecmanovic                           | Radu Albot                                  |
| 23 d'octubre | Suzhou          | Dura         | Xin Gao / Fajing Sun                        | Mao-Xin Gong / Ze Zhang                     |
| 23 d'octubre | Lima            | Terra batuda | Gerald Melzer                               | Jozef Kovalik                               |
| 23 d'octubre | Lima            | Terra batuda | Miguel Ángel Reyes-Varela / Blaz Rola       | Gonçalo Oliveira / Grzegorz Panfil          |
| 23 d'octubre | Traralgon       | Dura         | Jason Kubler                                | Alex Bolt                                   |
| 23 d'octubre | Traralgon       | Dura         | Alex Bolt / Bradley Mousley                 | Evan King / Nathan Pasha                    |
| 23 d'octubre | Ho Chi Minh     | Dura         | Mikhail Yoouzhny                            | John Millman                                |
| 23 d'octubre | Ho Chi Minh     | Dura         | Saketh Myneni / Vijy-Sundar Prashanth       | Ben McLachlan / Go Soeda                    |
| 30 d'octubre | Shenzhen 2      | Dura         | Radu Albot                                  | Hubert Hurkacz                              |
| 30 d'octubre | Shenzhen 2      | Dura         | Sriram Balaji / Vishnu Vardhan              | Austin Krajicek / Jackson Withrow           |
| 30 d'octubre | Charlottesville | Dura         | Tim Smyczek                                 | Tennys Sandgren                             |
| 30 d'octubre | Charlottesville | Dura         | Denis Kudla / Danny Thomas                  | Jarryd Chaplin / Mikelis Libietis           |
| 30 d'octubre | Canberra 2      | Dura         | Matthew Abden                               | Taro Daniel                                 |
| 30 d'octubre | Canberra 2      | Dura         | Alex Bolt / Bradley Mousley                 | Luke Saville / Andrew Whittington           |
| 30 d'octubre | Guayaquil       | Terra batuda | Gerald Melzer                               | Facundo Bagnis                              |
| 30 d'octubre | Guayaquil       | Terra batuda | Marcelo Arévalo / Miguel Ángel Reyes-Varela | Hugo Dellien / Federico Zeballos            |
| 30 d'octubre | Eckental        | Moqueta      | Maximilian Materer                          | Jerzy Janowicz                              |
| 30 d'octubre | Eckental        | Moqueta      | Sander Arends / Roman Jebavy                | Ken Skupski / Neal Skupski                  |

### Novembre
| Data d'inici   | Torneig              | Superfície   | Guanyador/s                             | Finalista/es                                |
| -------------- | -------------------- | ------------ | --------------------------------------- | ------------------------------------------- |
| 6 de novembre  | Bratislava           | Dura         | Lukas Lacko                             | Marius Copil                                |
| 6 de novembre  | Bratislava           | Dura         | Ken Skupski / Neal Skupski              | Sander Arends / Antonio Sancic              |
| 6 de novembre  | Mouilleron-le-Captif | Dura         | Elias Ymer                              | Yannick Maden                               |
| 6 de novembre  | Mouilleron-le-Captif | Dura         | Andre Begemann / Jonathan Eysseric      | Tomasz Bednarek / David Pel                 |
| 6 de novembre  | Montevideo           | Terra batuda | Pablo Cuevas                            | Gastao Elias                                |
| 6 de novembre  | Montevideo           | Terra batuda | Romain Arneodo / Fernando Romboli       | Ariel Behar / Fabiano de Paula              |
| 6 de novembre  | Knoxville            | Dura         | Filip Peliwo                            | Denis Kudla                                 |
| 6 de novembre  | Knoxville            | Dura         | Leander Paes / Purav Raja               | James Cerretani / John-Patrick Smith        |
| 6 de novembre  | Kobe                 | Dura         | Stephane Robert                         | Calvin Hemery                               |
| 6 de novembre  | Kobe                 | Dura         | Ben Mclachlan / Yasukata Uchiyama       | Jeevan Nedunchezhiyan / Christopher Rungkat |
| 13 de novembre | Champaign            | Dura         | Tim Smyczek                             | Bjorn Fratangelo                            |
| 13 de novembre | Champaign            | Dura         | Leander Paes / Purav Raja               | Ruan Roelofse / Joe Salisbury               |
| 13 de novembre | Brescia              | Moqueta      | Lukas Lacko                             | Laurynas Grigelis                           |
| 13 de novembre | Brescia              | Moqueta      | Sander Arends / Sander Gille            | Luca Margaroli / Tristan-Samuel Weissborn   |
| 13 de novembre | Santiago             | Dura         | Nicolás Jarry                           | Marcelo Arévalo                             |
| 13 de novembre | Santiago             | Dura         | Franco Agamenone / Facundo Arguello     | Máximo González / Nicolás Jarry             |
| 13 de novembre | Pune                 | Dura         | Yuki Bhambri                            | Ramkumar Ramanathan                         |
| 13 de novembre | Pune                 | Dura         | Tomislav Brkic / Ante Pavic             | Pedro Martínez / Adrián Menéndez Maceiras   |
| 13 de novembre | Toyota               | Moqueta      | Matthew Ebden                           | Calvin Hemery                               |
| 13 de novembre | Toyota               | Moqueta      | Max Purcell / Andrew Whittington        | Ruben Gonzales / Christopher Rungkat        |
| 20 de novembre | Hua Hin              | Dura         | John Millman                            | Andrew Whittington                          |
| 20 de novembre | Hua Hin              | Dura         | Sanchai Ratiwatana / Sonchat Ratiwatana | Austin Krajicek / Jackson Withrow           |
| 20 de novembre | Bangalore            | Dura         | Sumit Nagal                             | Jay Clarke                                  |
| 20 de novembre | Bangalore            | Dura         | Mikhail Elgin / Divij Sharan            | Ivan Sabanov / Matej Sabanov                |
| 20 de novembre | Andria               | Moqueta      | Carlos Berlocq                          | Jaume Munar                                 |
| 20 de novembre | Andria               | Moqueta      | Máximo González / Fabricio Neis         | Marcelo Arévalo / Miguel Ángel Reyes        |
| 20 de novembre | Rio de Janeiro       | Terra batuda | Uladzimir Ignatik                       | Christopher Heyman                          |
| 20 de novembre | Rio de Janeiro       | Terra batuda | Lorenzo Sonego / Andrea Vavassori       | Sander Arends / Sander Gille                |